# Asia Ramazan Antar
Asia Ramazan Antar (Al-Qamishli, 1997 - Manbij, 30 de agosto de 2016) foi uma militar das Unidades de Proteção das Mulheres, uma milícia curda feminina dentro das Unidades de Proteção Popular, uma força que combate o Estado Islâmico. Tornou-se famosa mundialmente como a "Angelina Jolie do Curdistão".
Antar faleceu no decorrer de um ataque do Estado Islâmico na fronteira entre a Turquia e a Síria.